# Металлургия СССР
Металлургия СССР — отрасль тяжёлой промышленности СССР, включавшая предприятия по добыче, обогащению, металлургической переработке руд чёрных и цветных металлов, производству сплавов и металлопродукции, вторичной переработке металлов. Подразделялась на чёрную и цветную металлургию.
Доля СССР в мировом производстве чугуна — 23 %, стали — 22 %.
В 1988 году в СССР произведено:
- чугуна — 115 млн тонн,
- стали — 163 млн тонн,
- готового проката — 116 млн тонн,
- железной руды — 195 млн тонн (1970 год).

В 1991 году в СССР произведено 132, 9 млн т стали
| Год  | Чугун | Сталь | Прокат |
| ---- | ----- | ----- | ------ |
| 1913 | 4,6   | 4,9   | 4,0    |
| 1928 | 3,3   | 4,8   | 3,2    |
| 1940 | 14,9  | 18,3  | 13,1   |
| 1950 | 19,2  | 27,3  | 18,0   |
| 1958 | 39,6  | 54,9  | 43,1   |
| 1960 | 46,8  | 65,3  | 43,7   |
| 1961 | 50,9  | 70,8  | —      |
| 1965 | 66,2  | 91,0  | 70,9   |
| 1970 | 85,9  | 116   | 80,6   |
| 1975 | 103   | 141   | 99     |
| 1980 | 107   | 148   | 103    |
| 1986 | 114   | 161   | 112    |
| 1988 | 115   | 163   | 116    |

| Республика          | 1940   | 1965   | 1975    |
| ------------------- | ------ | ------ | ------- |
| РСФСР               | 9311   | 50 058 | 79 881  |
| Украинская ССР      | 8938   | 36 980 | 53 061  |
| Белорусская ССР     | 5,2    | 163,8  | 257,5   |
| Узбекская ССР       | 11,4   | 367,6  | 409,0   |
| Казахская ССР       | 0      | 1123,4 | 4907,3  |
| Грузинская ССР      | 0,2    | 1364,2 | 1471,6  |
| Азербайджанская ССР | 23,7   | 811,0  | 824,6   |
| Литовская ССР       | 0      | 3      | 6,5     |
| Молдавская ССР      | 0      | 0      | 3       |
| Латвийская ССР      | 27,9   | 139,2  | 496,2   |
| Киргизская ССР      | 0      | 1,9    | 8,9     |
| Таджикская ССР      | 0      | 1,9    | 7,3     |
| Армянская ССР       | 0      | 0,5    | 1,1     |
| Туркменская ССР     | 0      | 0      | 0       |
| Эстонская ССР       | 0      | 7,0    | 8,6     |
| СССР                | 18 317 | 91 021 | 141 344 |

## Запасы
Разведанные запасы железной руды на начало 1974 года составляли свыше 60 млрд тонн. Всего в стране свыше 300 железорудных месторождений (1-е место в мире).

### Железной руды
Основные месторождения железной руды железорудной промышленности СССР (1974 год):
освоенные
- Урал (добыча — 25,0 млн тонн) — Гороблагодатское, Гусевогорское, Высокогорское, Магнитогорское, Бакальское месторождения,
- Криворожский железорудный бассейн (Кривбасс) (с 1881 года, площадь — 300 км², добыча — 123,3 млн тонн, запасы — 17,3 млрд тонн) — 5 горно-обогатительных комбинатов (Южный, Новокриворожский, Центральный, Северный, Ингулецкий),
- Керченский железорудный бассейн (с 1936 года, площадь — 10 000 км², запасы — 1,8 млрд тонн) — Камыш-Бурунский железорудный комбинат,
- Дашкесанское месторождение (с 1850-х годов, запасы — 0,063 млрд тонн),

разведанные
- Курская магнитная аномалия (КМА) (с 1970 года, площадь — 120 000 км², запасы — 55 млрд тонн, добыча — 30,8 млн тонн) — комбинаты «КМА руда», Стойленский, Михайловский, Лебединский горно-обогатительные комбинаты, Яковлевское, Гостищевское, Коробковское месторождения,
- Кольского полуострова — Оленегорский, Кировагорский и Ковдорский горно-обогатительные комбинаты,
- Карелии — Костомукшское и Пудожгорское месторождения,
- Сибирская (добыча — 15,0 млн тонн) — Темиртау, Шерегешевское, Таштагольское, Шалымское, Казское, Абаканское, Тёйское, Коршуновское, Рудногорское, Тагарское и Нерюндинское, Берёзовское месторождения,
- Тургайский бассейн (Казахстан) — Соколовско-Сарбайское, Качарское, Аятское и Лисаковское месторождения,
- Казахстанские месторождения Каражал, Большой Ктай, Кеньтюбетогай, Гаринское и Кимканское,
- Белозёрский район — Запорожский железорудный комбинат,
- Кременчугский район (с 1970 года, площадь — 5000 км², запасы — 5,0 млрд тонн) — Днепровский обогатительный комбинат,
- Алданский железорудный район (Южная Якутия) — Таёжное, Пионерское месторождения,
- Чаро-Токкинский рудный район.

### Других чёрных металлов
Марганец
- Никопольский марганцеворудный бассейн (УССР),
- Чиатурский марганцеворудный бассейн (Грузинская ССР),
- Карагандинские марганцеворудные рудники (КазССР),

## Чёрная металлургия

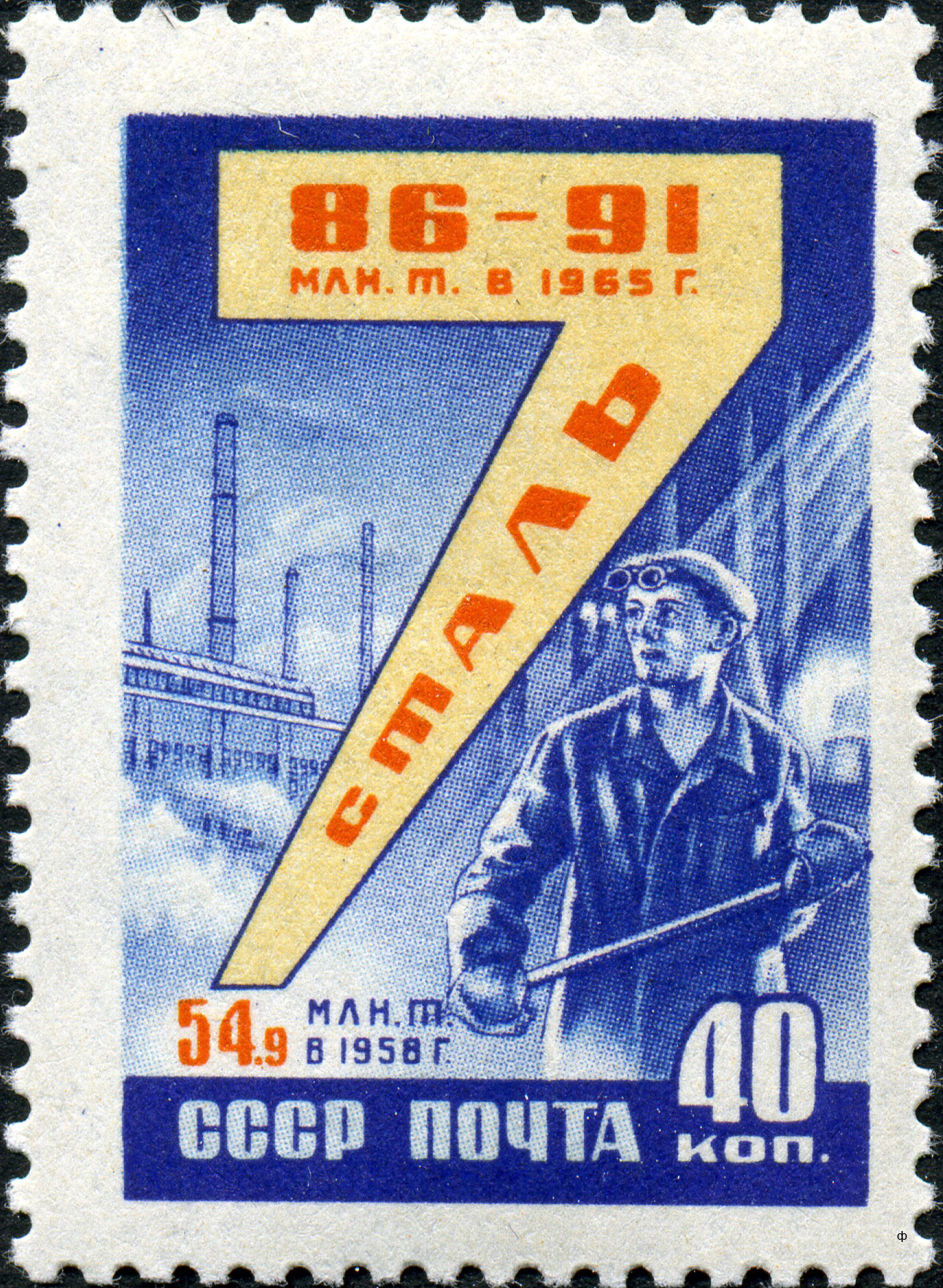
Почтовая марка СССР, 1959 год

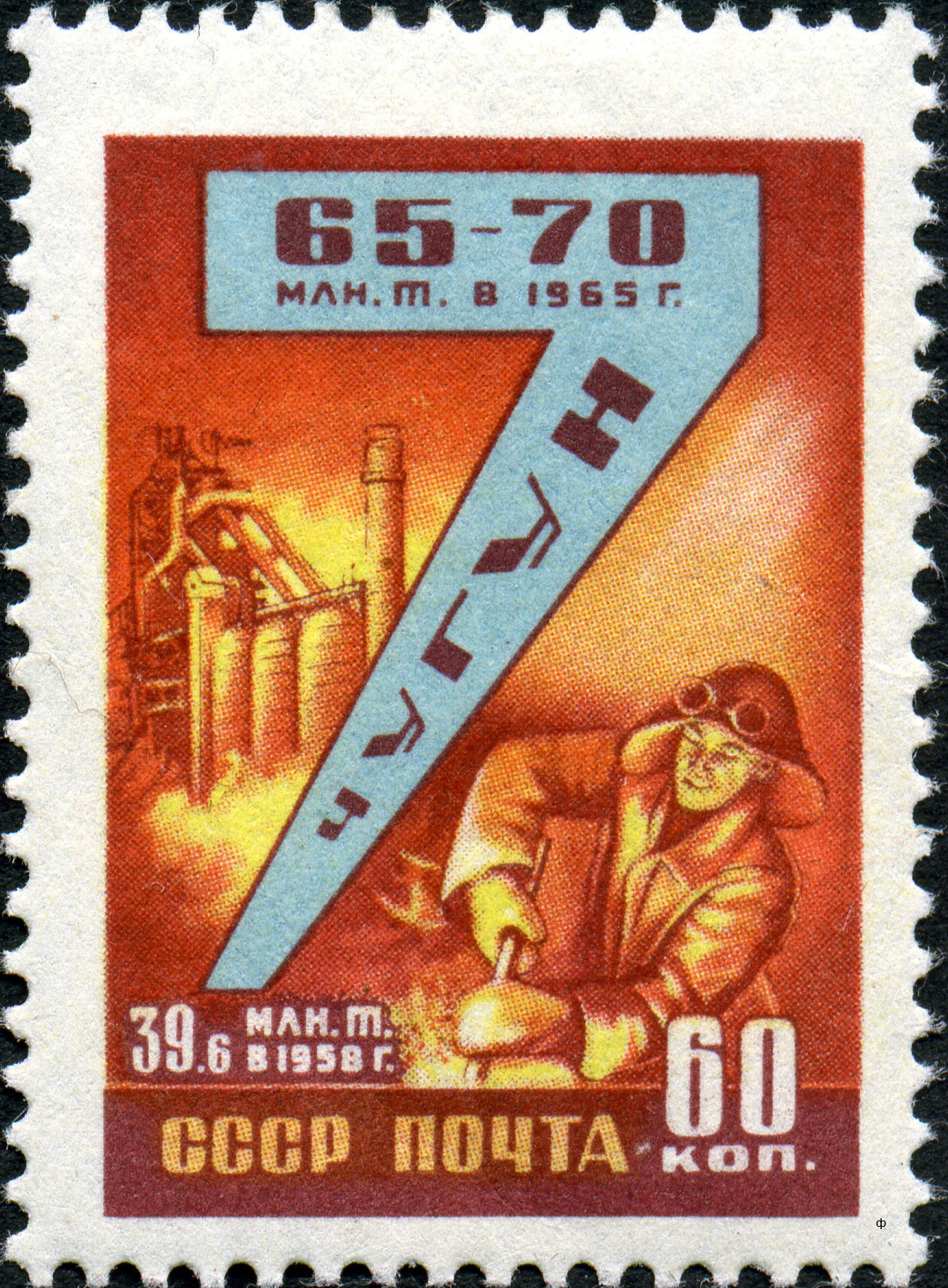
Почтовая марка СССР 1959 года

Важнейшие предприятия чёрной металлургии с полным циклом сосредоточены на (1974 год):
- Урале (Магнитогорск, Челябинск, Нижний Тагил, Первоуральск, Орско-Халиловский комбинат в Новотроицке) — 27,1 млн тонн чугуна, 41,9 млн тонн стали, 26,4 млн тонн готового проката,
  - Магнитогорский металлургический комбинат имени Ленина (ММК),
  - Нижнетагильский металлургический комбинат (НТМК, Нижний Тагил),
  - 2 Нижнетагильские металлургические заводы,
  - Серовский металлургический комбинат,
  - Челябинский металлургический комбинат,
  - Челябинский электрометаллургический комбинат,
  - Алапаевский металлургический комбинат,
  - Златоустовский металлургический завод,
  - Верх-Исетский металлургический завод (ВИЗ, Свердловск),
  - Нижне-Салдинский металлургический завод,
  - Верхне-Салдинский металлургический завод,
  - Верхне-Уфалейский металлургический завод,
  - Ашинский металлургический завод (город Аша),
  - Саткинский металлургический завод (город Сатка),
  - Первоуральский новотрубный завод,
  - Синарский трубный завод,
  - Челябинский трубопрокатный завод,
  - Северский трубный завод,
  - Серовский завод ферросплавов,
  - Магнитогорский кузнечно-прокатный завод,
  - Магнитогорский метизно-металлургический завод,
  - Ревдинский метизно-металлургический завод,
  - Саткинский завод «Магнезит» (добыча и переработка магнезита)
- Украине (Мариуполь, Кривой Рог, Запорожье, Днепродзержинск, Коммунарск, Донецк, Макеевка, Енакиево, Днепропетровск, Никополь, Новомосковск, Харцызск, Краматорск) — 46,4 млн тонн чугуна, 53,1 млн тонн стали, 44,2 млн тонн готового проката:
  - комбинат «Криворожсталь» им. В. И. Ленина,
  - комбинат «Запорожсталь» им. С. Орджоникидзе,
  - комбинат «Азовсталь» им. С. Орджоникидзе,
  - Ждановский комбинат имени Ильича,
  - Днепровский металлургический комбинат имени Ф. Э. Дзержинского,
  - Макеевский металлургический комбинат имени С. М. Кирова,
  - Коммунарский металлургический завод,
  - Днепропетровский металлургический завод имени Г. И. Петровского,
  - Енакиевский металлургический завод,
  - Донецкий металлургический завод им. В. И. Ленина,
  - Краматорский металлургический завод,
  - Константиновский металлургический завод,
  - Запорожский электрометаллургический завод «Днепроспецсталь» им. А. Н. Кузьмина
- Западной Сибири (Новокузнецк) — 9,3 млн тонн чугуна, 12,5 млн т стали, 18 % готового проката РСФСР:
  - Кузнецкий металлургический комбинат,
  - Западно-Сибирский металлургический комбинат,
- Центральном районе РСФСР (Липецк, Тула, Старый Оскол, Орёл, Электросталь, Москва, Горький, Выкса, Кулебаки) — 9,4 млн тонн чугуна, 6,3 млн тонн стали, 5,5 млн тонн готового проката,
- Казахстане — 2,5 млн тонн чугуна, 3,3 млн тонн стали, 2,7 млн тонн готового проката:
  - Карагандинский металлургический комбинат (в городе Темиртау),
  - Актюбинский завод ферросплавов,
  - Ермаковский завод ферросплавов (Павлодарская область),
- отдельные центры чёрной металлургии с передельными заводами (Волгоград, Красный Сулин, Красноярск, Петровск-Забайкальский, Комсомольск-на-Амуре, Новосибирск, Бекабад — Узбекский металлургический завод имени Ленина, Жлобин, Лиепая («Сарканайс металургс»), Зестафонский завод ферросплавов, Сумгаит, Исфара — Таджикский гидрометаллургический завод),
- отдельные центры чёрной металлургии с заводами полного цикла (Череповец, Рустави в Грузинской ССР).

Конвертерное производство в России к 1991 году составляло 8 цехов, из них три с конвертерами емкостью по 300—350 т, остальные по 135—160 т . Общее число конвертеров −22, из них семь с емкостью 300—350 т. Годовая мощность конвертерных цехов составляла 35 млн т; фактическое производство −24,2 млн т
Выплавка электростали в 1991 года на заводах черной металлургии в России составила 8,3 млн т.
В 1991 году на УНРС отлито 23 млн т заготовок в СНГ. В 1991 году в странах СНГ находилось в эксплуатации 80 УНРС различного типа и назначения, в том числе в России −59

## Цветная металлургия
Основные районы цветной металлургии расположены в пределах РСФСР, Казахстана, республик Средней Азии и Закавказья:
Никель
на Северо-Западе РСФСР (Мончегорск, Никель), Урале (Орск, Верхний Уфалей (первый в СССР никелевый комбинат), Реж), в Восточной Сибири (Норильск), УССР (Побужский никелевый завод в Кировоградской области),
Олово
на Дальнем Востоке РСФСР (Хрустальненовский, Солнечный горно-обогатительные комбинаты, Кавалерово, Эсе-Хайя и другие), Новосибирск, Шерловая Гора (Читинская область),
Медь
- РСФСР: на Урале (Красноуральск (медеплавильный комбинат), Кировград, Мончегорск, Ревда (медеплавильный завод), Медногорск, Верхняя Пышма («Уралэлектромедь»), Кыштым (медеэлектролитный завод), Карабаш (медеплавильный комбинат)), добыча медной руды — Нижний Тагил, Сибай, Краснотурьинск,
- в Карагандинской области КазССР (Балхашский и Джезказганский горно-металлургические комбинаты), на востоке КазССР (Иртышский медеплавильный завод в посёлке Глубокое; Николаевский медно-химический комбинат на базе месторождения полиметаллических руд),
- УзССР: (Алмалыкский горно-металлургический комбинат),
- Армянская ССР: Алаверди (меднохимический комбинат полного цикла), Каджаран (медномолибденовый комбинат), Кафан (меднорудный комбинат), Агарак (медномолибденовый комбинат),

Свинец
на Северном Кавказе (Орджоникидзе) и Дальнем Востоке (Дальнегорск), Восточном Казахстане (Свинцово-цинковый комбинат в Усть-Каменогорске, полиметаллический комбинат в Лениногорске), Южном Казахстане (Чимкент на базе свинцовых руд Каратау), УзССР (Алмалыкский горно-металлургический комбинат), город Константиновка УССР (завод «Укрцинк»).
Цинк
на Северном Кавказе (Орджоникидзе), Урале (Челябинский электролитный цинковый завод, Карабашский медеплавильный комбинат), Западной Сибири (Белово), Восточном Казахстане (Свинцово-цинковый комбинат в Усть-Каменогорске, полиметаллический комбинат в Лениногорске), а также город Константиновка УССР (завод «Укрцинк»).
Алюминий
- в РСФСР: на Северо-Западе РСФСР (Волхов, Кандалакша, Надвоицы, Бокситогорский, Северно-Онежский, Кировский бокситовые рудники), в Поволжье (Волгоград), на Урале (Краснотурьинск, Каменск-Уральский (Каменск-Уральский металлургический завод (КУМЗ) и Уральский алюминиевый завод (УАЗ)), добыча бокситовой руды — Сулея), в Западной Сибири (Новокузнецк) и Восточной Сибири (Ачинск, Красноярск, Братск, Шелехов, Саяногорский алюминиевый завод),
- в УССР: Николаевский глинозёмный завод — Николаев, Днепровский алюминиевый завод (переименован в Запорожский алюминиевый комбинат) — Запорожье, Броварской завод алюминиевых строительных конструкций — Бровары
- Узбекская ССР: обогатительная фабрика в Тойтепе,
- КазССР (Павлодарский глинозёмный завод),
- Таджикская ССР (Таджикский алюминиевый завод в Турсунзаде),
- Азербайджанская ССР: Кировабадский глинозёмный завод, Сумгаитский алюминиевый завод,
- Армянская ССР: Ереванский алюминиевый завод,

Вольфрам и молибден
на Северном Кавказе (Тырныаузский горно-обогатительный комбинат), в Восточной Сибири (Сорский горно-обогатительный комбинат, Давенда), на Дальнем Востоке (Иультинский горно-обогатительный комбинат), Койташское рудоуправление (УзССР), Чирчикский завод твёрдых сплавов (УзССР) и другие,
Золото
в Восточной Сибири (Бодайбо, Норильск), на Дальнем Востоке, предприятие «Узбекзолото», золоторудный комбинат в Зоде (Армянская ССР),
Алмазы
в Якутии (кимберлитовые трубки «Мир», «Айхал», «Удачная»), Пермской области,
Ртуть, сурьма
в УССР (Никитовский ртутный комбинат в Горловке), Киргизская ССР (Хайдаркен), Кадамджайский сурьмяной комбинат,
Титан, магний и цирконий
в РСФСР (Березниковский титано-магниевый комбинат — город Березники, Соликамский магниевый завод — город Соликамск, ВСМПО — город Верхняя Салда), УССР (Верхнеднепровский горно-металлургический комбинат (Вольногорский горно-обогатительный комбинат) — город Вольногорск, Иршанский горно-обогатительный комбинат — Иршанск, Запорожский титано-магниевый комбинат — Запорожье), КазССР (Усть-Каменогорский титано-магниевый комбинат — город Усть-Каменогорск), Узбекский комбинат тугоплавких и жаропрочных металлов (Чирчик).

## Коксохимическое производство
Коксохимические заводы:
- РСФСР: Алтайский (Заринск), Губахинский, Кемеровский, Московский (Видное), Челябинский, Магнитогорский, Череповецкий, Новокузнецкий (?), Нижнетагильский, Орско-Халиловский, Новолипецкий.
- УССР: Авдеевский, Запорожский, Донецкий, Макеевский, Горловский, Енакиевский, Коммунарский, Краматорский, Ясиновский (Макеевка), Мариупольский, Днепропетровский, Днепродзержинский, Баглейский (Днепродзержинск), Криворожский.
- КазССР: Карагандинский.